# Juh (Häuptling)
Juh (auch Hu, Ho, Whoa oder Jui – sprich: Hoo, die Apache nannten ihn auch Tan-Dɨn-Bɨl-No-Jui – „He Brings Many Things With Him“ oder Ya-Natch-Cln – „See Far“; * um 1825; † November 1883 in Chihuahua) war ein Häuptling der Nednhi-Chiricahua-Apachen.

## Beziehungen zu den Mexikanern
Juh war Häuptling der Janeros-Lokalgruppe der Nednhi („Feindliches Volk“), die oft auch als südliche Chiricahua bezeichnet werden. Neben Natiza, einem Häuptling einer weiteren Lokalgruppe der Nednhi, war Juh der bedeutendste Anführer der Nednhi. Diese lebten, unterteilt in drei Lokalgruppen (die Janeros, Carrizaleños, Pinery Apaches oder Pinaleños), die meiste Zeit in der Sierra Madre im nördlichen Sonora und Chihuahua und kamen nur sporadisch nach Norden zu den anderen Chiricahua. Die engsten verwandtschaftlichen Beziehungen pflegte Juh zu dem Medizinmann (Diyin) und Anführer der Bedonkohe (einer Gruppe der östlichen Chiricahua), Geronimo, dessen Schwester Ishton er geheiratet hatte. Da Juh stotterte und daher nicht frei sprechen konnte, übernahm dies oft Geronimo für ihn. Geronimo hatte trotz der Behinderung von Juh große Achtung und Respekt vor diesem und ordnete sich ihm gerne unter.
Juh unterhielt meist kriegerische Beziehungen mit den Mexikanern, was nicht verwundert, da die verschiedenen Nednhi-Gruppen die am weitesten südlich wohnenden Apachen waren und somit ein leichtes Ziel für rachelüsterne Mexikaner boten. Mit der Stadt Janos in Chihuahua hingegen hatte seine Gruppe Frieden geschlossen und konnte daher dort ihre geraubten Waren aus Sonora, Sinaloa und Durango zu einem guten Preis loswerden. Zudem konnten sie sich Waffen, Munition und lebensnotwendige Güter kaufen.

## Beziehungen zu den Amerikanern
Juh war bis Mitte der 1870er Jahre den Amerikanern völlig unbekannt, obwohl er einer der letzten Häuptlinge der Apachen war, der großangelegte und strategisch ausgerichtete Kriegs- und Raubzüge unternahm. Nach dem Tod Victorios im Jahr 1880, des Häuptlings der Chihenne (einer östlichen Chiricahua-Gruppe), unternahmen die einzelnen Führer nur noch Hit-and-run-Unternehmungen gegen Mexikaner und Amerikaner, und dies meist gegen die Zivilbevölkerung, indem sie kleine Städte und Dörfer sowie Ranches und Haziendas plünderten.
Juh hingegen bekämpfte weiterhin aus dem Schutz seiner Bergfestungen heraus die mexikanische Armee unerbittlich. Bei all diesen Kämpfen wurde er oft von den Bedonkohe von Geronimo und den Chokonen (zentrale Chiricahua) von Naiche unterstützt. Da aber fast jeder Apachen-Überfall von Mexikanern und Amerikanern sofort Geronimo zugeschrieben wurde, blieb Juh sogar bis in unsere Zeit fast völlig unbekannt. Als im Jahr 1883 auf der Rückkehr von einem erfolgreichen Raubzug beim Versuch, einen Fluss zu durchqueren, Juhs Pferd scheute, stürzte er in den Fluss und ertrank.
Nach Juhs Tod waren die Apachen niemals mehr fähig, groß und breit angelegte Unternehmungen durchzuführen, und wurden hierdurch stark geschwächt. Chihuahua, Ulzana, Naiche, Mangas, Fun und nicht zuletzt Geronimo konnten nie mehr danach die Apachen zu solch einer Schlagkraft und Einigkeit verbinden.

## Nachwirkung
Juhs Sohn, Asa Daklugie, der Neffe von Geronimo, begleitete seinen Onkel auf die letzten Kriegszüge und danach in die Gefangenschaft nach Florida. Die verbliebenen Nednhi und die anderen Chiricahua waren überzeugt, dass er genau wie Geronimo ein heiliger Mann (Diyin) sei, mit ungewöhnlichen Kräften. Bis in die 1950er blieb Daklugie ein geachteter Mann unter den Apachen in der Mescalero-Reservation und gab das Andenken an seinen Vater weiter.